# Wielka Prehyba
Wielka Prehyba, także Wielka Przechyba, Wierch Przechyba, Złamany Wierch, Złomnisty Wierch (1191 m) – szczyt w Beskidzie Sądeckim. Znajduje się w głównej grani Pasma Radziejowej pomiędzy Prehybą (1175 m) a Złomistym Wierchem Północnym (1226 m). Wielka Prehyba jest porośnięta lasem i jest zwornikiem. W północnym kierunku odchodzi od niej poprzez przełęcz Zwornik boczny grzbiet, który następnie rozgałęzia się na dwa grzbiety: północno-zachodni z kulminacją Zgrzypy oraz długi północno-wschodni, który poprzez Wietrzne Dziury opada aż do doliny Popradu w Rytrze.
W pobliżu wierzchołka przebiegają trzy szlaki turystyki pieszej i jeden narciarski, krzyżujące się z sobą na dwóch rozdrożach poniżej wierzchołka Wielkiej Przehyby (rozdroże Zwornik i Rozdroże pod Wielką Prehybą).
Wielka Przehyba należy do listy szczytów wymaganych do uzyskania odznaki PTTK Korona Beskidu Sądeckiego oraz odznaki Klubu Zdobywców Koron Górskich RP (KZKG RP) o nazwie Zdobywca Korony Beskidu Sądeckiego.
Na szczycie Wielkiej Prehyby graniczą z sobą 3 miejscowości: Gaboń i Roztoka Ryterska w powiecie nowosądeckim oraz Szlachtowa w powiecie nowotarskim.

## Szlaki turystyczne
– czerwony Główny Szlak Beskidzki na odcinku Prehyba – rozdroże pod Wielką Prehybą – Złomisty Wierch Północny i Południowy – Długa Przełęcz – Radziejowa
 – żółty: Stary Sącz – Tokarnia – Zgrzypy – rozdroże Zwornik – rozdroże pod Wielką Prehybą – Prehyba
 – niebieski: Szczawnica – Prehyba – rozdroże pod Wielką Prehybą – rozdroże Zwornik – Wietrzne Dziury – Wdżary Wyżne – dolina Wielka Roztoka – Rytro
 narciarski: Rytro – Wielka Roztoka – Hala Konieczna – Złomisty Wierch Południowy – rozdroże Zwornik – rozdroże pod Wielką Prehybą – Prehyba